# Hanoi Rocks
Hanoi Rocks – fiński zespół rockowy, założony w 1979 roku. Grupa zyskała popularność na początku lat 80. XX w. Zawiesiła ona działalność w 1985 roku, po śmierci perkusisty – Razzle’a. Wokalista Michael Monroe oraz gitarzysta Andy McCoy wznowili działalność zespołu w 2002 roku. Po siedmiu latach gry, w 2009 roku nastąpiło jego rozwiązanie. Ostatni koncert zagrali 12 kwietnia 2009 w Helsinkach.

## Styl gry
Artyści Hanoi Rocks wzorowali się na zespołach New York Dolls, The Stooges oraz The Rolling Stones. Ich muzyka zawierała elementy bluesa, punk rocka, rocka garażowego i glam rocka, ale także rock and rolla (Chucka Berry’ego i Little Richarda). Teksty ich piosenek poruszały tematy miłosne oraz wyobcowania.
Gatunek muzyki grany przez Hanoi Rocks często mylony jest z glam metalem, ponieważ ich wizerunek przypominał wygląd amerykańskich zespołów glam metalowych z początku lat 80. XX wieku.

## Historia
Hanoi Rocks został założony w 1979 roku w Helsinkach, przez późniejszego lidera, wokalistę i saksofonistę Michaela Monroe (Matti Fagerholm), gitarzystów Nasty’ego Suicide’a (Jan Stenfors) oraz Stefana Piesnacka, basistę Nedo i perkusistę Pekę Sirolę. W następnym roku Piesnack, Nedo i Sirola zostali zastąpieni przez gitarzystę Andy’ego McCoya (Antti Hulkko), basistę Sama Yaffę (Sami Takamäki) oraz perkusistę Gypa Casino (Jesper Sporre). W 1981 roku zespół przeprowadził się do Sztokholmu, a w 1982 do Londynu. W tym samym roku z zespołu odszedł Gyp Casino, a jego miejsce zajął Razzle (Nicholas Dingley).
Mimo iż grupa nigdy nie odniosła komercyjnego sukcesu, zyskała ona status kultowej oraz uznanie dla ich „obskurnego” stylu muzyki. Zostali wybrani drugim zespołem roku 1984 przez czytelników magazynu Sounds, także pierwszym według Marillion. Muzyka Hanoi Rocks zainspirowała takie zespoły jak Mötley Crüe, Guns N’ Roses czy Manic Street Preachers. Spośród wykonawców solowych do inspiracji muzyką Hanoi Rocks przyznali się Fenriz z grupy Darkthrone, Joey Jordison oraz Dave Grohl.
W 1983 roku zespół podpisał kontrakt z wytwórnią CBS Records. Piąty album Hanoi Rocks nagrali w styczniu 1984 z producentem Bobem Ezrinem w jego domu w Toronto. 8 grudnia tego samego roku śmierć w wypadku samochodowym poniósł perkusista grupy – Razzle. Był on pasażerem w aucie prowadzonym przez nietrzeźwego Vince’a Neila – wokalistę Mötley Crüe. Vince Neill został oskarżony o spowodowanie wypadku samochodowego i w więzieniu spędził 15 dni spośród zasądzonego miesiąca. Został również zmuszony do zapłaty 2,6 miliona dolarów odszkodowania rodzinie Razzle’a. Jego miejsce zajął Terry Chimes, były perkusista The Clash. Niebawem Sammy Yaffa odszedł z zespołu i zastąpił go René Berg z Idle Flowers. Wkrótce potem odszedł Monroe. 19 maja 1985 na festiwalu Rock Arena w Polsce zagrali ostatni koncert, a po jego zakończeniu grupa uległa rozwiązaniu.
Przez następne piętnaście lat członkowie zespołu brali udział w rozmaitych projektach, pracując z licznymi artystami m.in. Iggy Popem, Stivem Batorsem oraz Guns N’ Roses.

### Reaktywacja (2002–2009)
W 2002 roku Monroe i McCoy wznowili działalność zespołu wraz z dwoma członkami Electric Boys oraz perkusistą, który współpracował z Monroe w jego solowych projektach. Wydali trzy nowe albumy, a także odbyli trasę koncertową w Europie i Japonii.
W 2005 roku Nasty Suicide pracował jako aptekarz, a Sami Yaffa grał z żoną Karmen Guy w zespole Mad Juana. W tym samym roku obaj pojawili się na koncertach z Hanoi Rocks, jednak nie w tym samym czasie.
W 2007 roku singel Fashion osiągnął pierwsze miejsce na liście najlepiej sprzedających się singli w Finlandii. 8 sierpnia 2007 singel „This One’s for Rock’n’Roll” został udostępniony w internecie i można było go pobierać z wybranych stron. Został on także umieszczony w albumie Street Poetry, wydanym we wrześniu 2007. Album ten uważany jest za nagrany w podobnym tonie, co ich materiał płytowy z lat 80. XX w.
21 października 2008 Hanoi Rocks ogłosiło zakończenie działalności zespołu. Zagrali oni wszystkie planowane koncerty, a ostatni odbył się 12 kwietnia 2009 w Helsinkach.

## Dyskografia
- Bangkok Shocks, Saigon Shakes, Hanoi Rocks (1981)
- Oriental Beat (1982)
- Self Destruction Blues (1982)
- Back to Mystery City (1983)
- Two Steps from the Move (1984)
- Twelve Shots on the Rocks (2002)
- Another Hostile Takeover (2005)
- Street Poetry (2007)

## Wideografia
- All Those Wasted Years – The Marquee Club
- TNT – The Nottingham Tapes – Nottingham Rock City
- A Day Late, A Dollar Short promo

## Nagrody i wyróżnienia
| Rok  | Kategoria   | Tytułem     | Nagroda                         | Nota | Źródło |
| ---- | ----------- | ----------- | ------------------------------- | ---- | ------ |
| 2014 | Inspiration | Hanoi Rocks | Metal Hammer Golden Gods Awards | Laur | [ 1 ]  |